# فرودگاه کانسورت
فرودگاه کانسورت (به انگلیسی: Consort Airport) یک فرودگاه همگانی است که یک باند فرود آسفالت دارد و طول باند آن ۹۱۴ متر است. این فرودگاه در کشور کانادا قرار دارد و در ارتفاع ۷۶۲ متری از سطح دریا واقع شده‌است.